# Karl von Kaltenborn-Stachau
Baron Karl (Carl) von Kaltenborn-Stachau (* 21. Juli 1817 in Halle a. S.; † 19. April 1866 in Kassel) war ein bedeutender Staatsrechtslehrer.

## Herkunft
Sein Vater war der preußische Hauptmann Johann Karl von Kaltenborn-Stachau (* 15. Dezember 1776; † 14. Februar 1857), seine Mutter dessen Ehefrau Therese Kitscher (* 28. Januar 1787). Seine Schwester Marie (* 26. September 1811) war mit den kaiserlich-brasilianischen Leibarzt Dr. Ludwig Ritter verheiratet.

## Leben
Kaltenborn-Stachau besuchte die verschiedenen Schulen der Franckeschen Stiftungen und die Universität seiner Vaterstadt Halle. An dieser trat er 1845 auch als Privatdozent auf. Im Jahre 1850 hielt er sich sieben Monate in Hamburg auf, um dort Material für sein Hauptwerk: »Grundsätze des praktischen europäischen Seerechts« (Berlin 1851, 2 Bde.), zu sammeln und den Sitzungen des Handelsgerichts beizuwohnen. 1853 erhielt er einen Ruf als außerordentlicher Professor für deutsches und öffentliches Recht nach Königsberg i. Pr., dort wurde er 1861 zum ordentlichen Professor ernannt.
Im Jahre 1864 wurde er mit dem Titel Legationsrat als Referent in das kurhessische Ministerium in Kassel berufen, wo er 1866 auch starb.

## Familie
Er heiratete am 11. April 1854 in Hermine Gronau (* 20. März 1824), eine Tochter des Regierungsrates Wilhelm Gronau. Das Paar hatte mehrere Kinder:
- Clara (* 28. Juli 1855)
- Magarethe (* 7. Februar 1857)
- Dohm Ulrich Conrad (* 19. Juli 1859)

## Werke
- Kritik des Völkerrechts (Leipzig 1847)
- Die Vorläufer des Hugo Grotius (Leipzig 1848, 2 Abteilungen)
- Staat, Gemeinde, Kirche, Schule, insbesondere Universitäten und ihre Reform (Halle 1848);
- Grundsätze des praktischen europäischen Seerechts: besonders im Privatverkehre, mit Rücksicht auf alle wichtigeren Partikularrechte, namentlich der Norddeutschen Seestaaten, besonders Preussens und der Hansestädte, sowie Hollands, Frankreichs, Spaniens, Englands, Nordamerikas, Dänemarks, Schwedens, Russlands, etc. Zwei Bände 1851. (Google Books: Band 1; Band 2)
- Geschichte der deutschen Bundesverhältnisse und Einheitsbestrebungen 1806–56 (Berlin 1857, zwei Bände) Band 1; Band 2
- Einleitung in das konstitutionelle Verfassungsrecht (Leipzig 1863);
- Die Volksvertretung und die Besetzung der Gerichte, besonders des Staatsgerichtshofs (Leipzig 1864).